# 50 años de lucha
50 años de lucha es un álbum doble en directo de música folclórica interpretada por varios artistas chilenos y uruguayos, lanzado en 1970 y que fuera grabado el 21 de diciembre de 1969 en vivo en el Teatro El Galpón de Uruguay. Fue editado de manera independiente por el Partido Comunista de Uruguay. El álbum cuenta con la participación de importantes exponentes de la música popular chilena, como Víctor Jara, Quilapayún y Patricio Manns. El arte de tapa fue realizado por Jorge Carrozzino.

## Lista de canciones

### Disco 1
1. Camarada
2. Canción de la mano
3. Canción del hombre de mil oficios
4. Canción del Ejército necesario
5. Canción del tren
6. Texto de Rodney Arismendi
7. Canción que todos cantarán
8. Canción del hombre que cambió el siglo
9. Camarada

### Disco 2
| 50 años de lucha |                                                 |                    |                          |          |  |
| N.º              | Título                                          | Música             | Intérprete               | Duración |  |
| 1.               | «Polquita del Cantegril»                        | Pepe Plada         | Pepe Plada               |          |  |
| 2.               | «Bandido» (versión de «Entre mar y cordillera») | Patricio Manns     | Patricio Manns           |          |  |
| 3.               | «Tiempo de cambiar»                             | Peter García       | Peter García             |          |  |
| 4.               | «Al vaivén de mi carreta»                       | Atahualpa Yupanqui | Conjunto Regional Cubano |          |  |
| 5.               | «Así son nuestros hijos»                        | Pepe Plada         | Pepe Plada               |          |  |
| 6.               | «Porque los pobres no tienen»                   | Violeta Parra      | Quilapayún               |          |  |
| 7.               | «El arado»                                      | Víctor Jara        | Víctor Jara              |          |  |
| 8.               | «Galope por el Che Guevara»                     | Víctor Jara        | Víctor Jara              |          |  |
| 9.               | «El arado»                                      | Víctor Jara        | Víctor Jara              |          |  |
| 10.              | «Tierra de artigas»                             | Víctor Lima        | Víctor Jara y Quilapayún |          |  |